# Rabia Lamalsa
Ali Bouachium (ur. 14 października 1984) – algierska zapaśniczka walcząca w stylu wolnym. Srebrna medalistka mistrzostw Afryki w 2009 i 2015 roku.